# Larandeicus bicolor
Larandeicus bicolor är en insektsart som beskrevs av Lucien Chopard 1937. Larandeicus bicolor ingår i släktet Larandeicus och familjen syrsor. Inga underarter finns listade i Catalogue of Life.